# K.u.k. Feldjägerbataillon Nr. 8

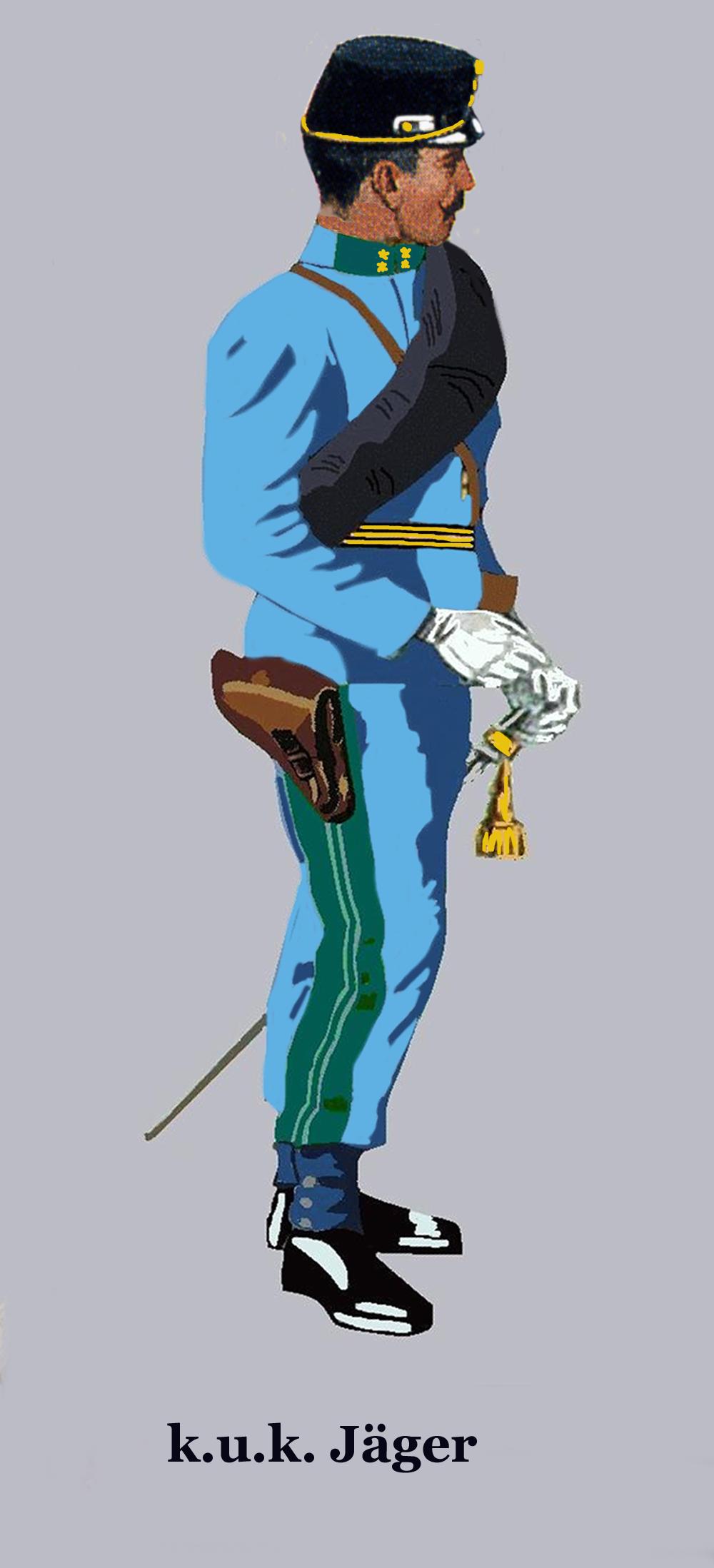
Oberleutnant in Marschadjustierung

Das k.u.k.  Feldjägerbataillon Nr. 8 war ein Infanterieverband im Rahmen der Gemeinsamen Armee der Österreichisch-Ungarischen Monarchie, der im Mobilmachungsfall zur Regimentsstärke anwuchs.

## Errichtung
Während der Koalitionskriege wurde im Jahre 1808 in Zistersdorf im Marchfeld die 8. kaiserlich-königliche Feldjägerdivision aufgestellt. Erster Kommandant wurde der Obristwachtmeister Hieronymus von Mumb. Als Nachweise über diese Zeit sind nur noch verschiedene Schriften wie Bequartierungsabrechnungen, Unterkunftslisten, Instandsetzungsmeldungen, Beschwerdeschreiben über unerledigte Unzulänglichkeiten im Bereiche der Bequartierung des Bataillonskommandanten Obristwachtmeister von Mumb und Nachweise über deren Erledigung vorhanden. Diese sind jedoch ausreichend, um die Anwesenheit des Bataillons zu dokumentieren.

## Gefechte und Kampfhandlungen
Koalitionskriege

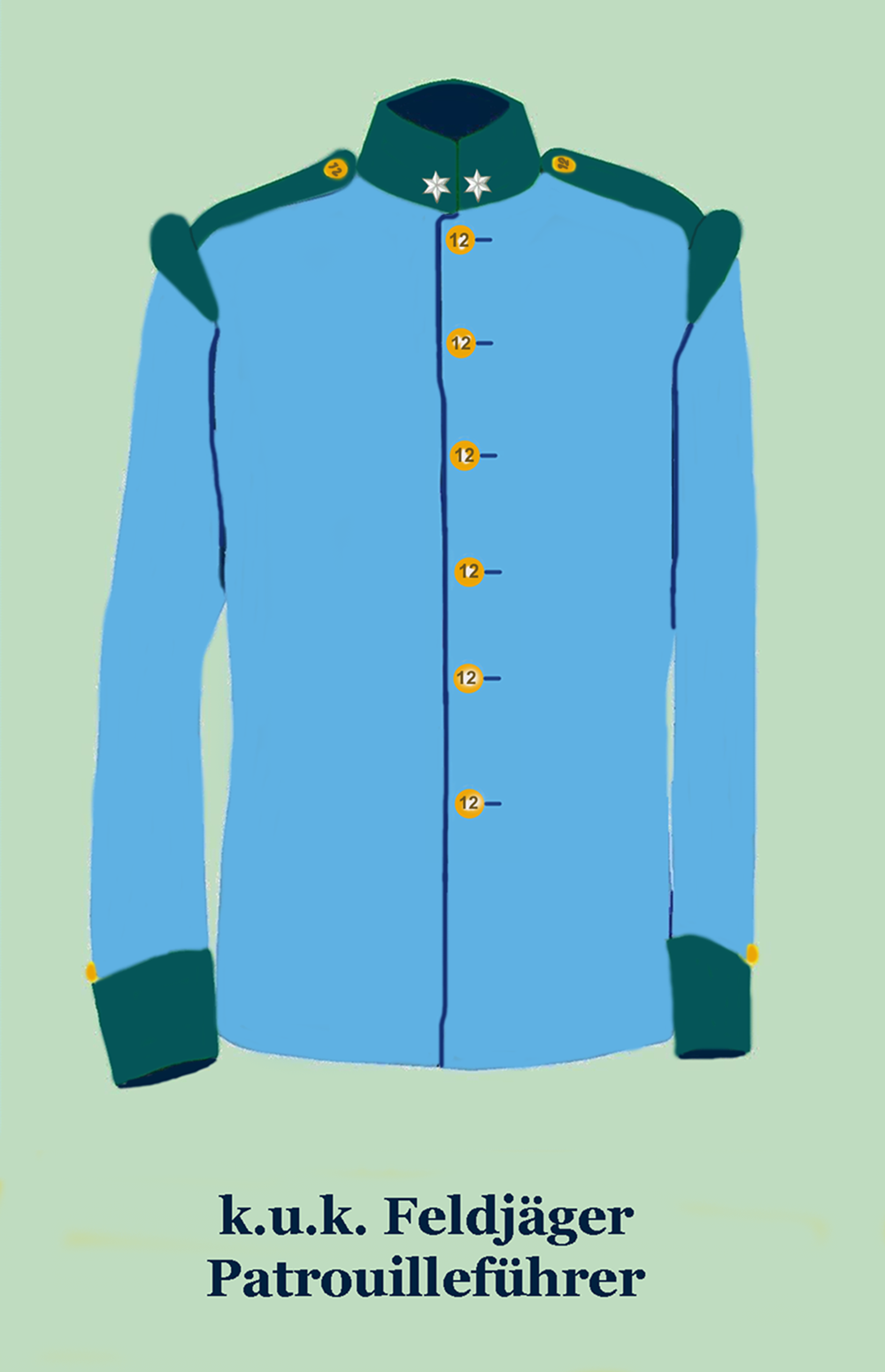
Waffenrock eines Patrouillenführers

- 1809 wurde das Bataillon bereits am 21. und 22. Mai in der Schlacht bei Aspern, sowie am 5. und 6. Juli der Schlacht bei Wagram eingesetzt.

Befreiungskriege
- 1813 Das Bataillon gehörte zu den Deckungstruppen auf dem rechten Flügel der Armee in Innerösterreich unter Feldzeugmeister Freiherr von Hiller. Es schlug unter dem Kommando von Oberstleutnant Mumb am 14. September in einem Gefecht einen gleichstarken französischen Verband (etwa 1500 Mann) und nahm dabei einen Bataillonskommandeur, weitere neun Offiziere sowie 242 Mann gefangen. Dabei wurden auch noch fünf Fahnen und 800 Gewehre erbeutet.

Am 28. und 29. September unternahm das Bataillon eine gewaltsame Erkundung gegen Pontafel. Der Ort wurde überfallen, und die Brücke bei Leopoldskirchen zerstört.

7. Oktober: Das Bataillon griff im Bartolograben an, wurde dann aber bei Seifnitz zurückgeschlagen. Bei dieser Aktion wurde der Divisionskommandant Oberst Mumb so schwer verwundet, dass er infolge dieser Blessur am 2. November in Klagenfurt verstarb.

15. November: Im Gefecht bei Caldiero.
- 1814 Der Verband war am 2. März an einem Gefecht bei Parma beteiligt und hatte hierbei schwere Verluste zu verzeichnen.

Herrschaft der Hundert Tage

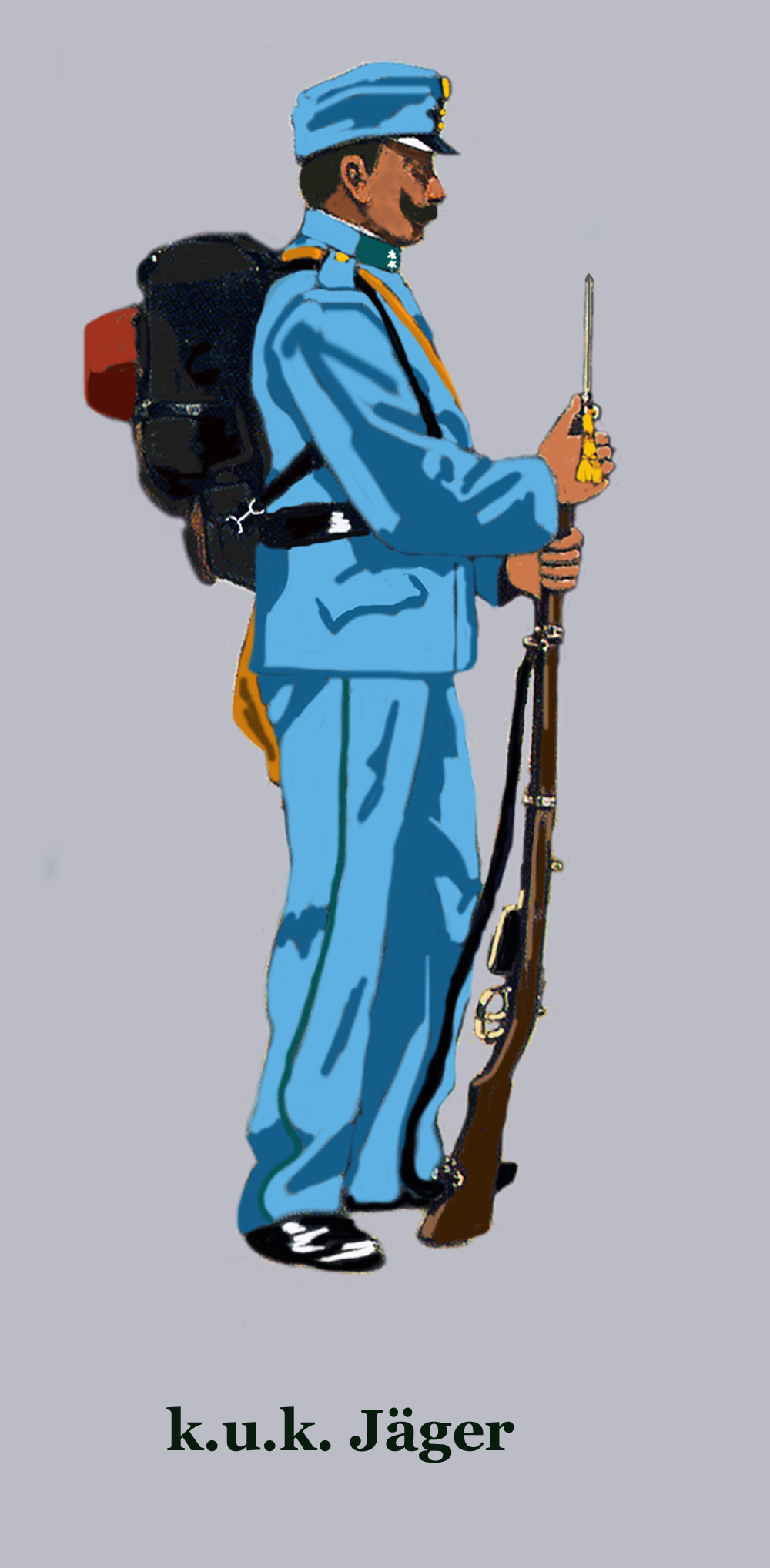
Unterjäger in Marschadjustierung

- 1815: Kämpfe gegen die neapolitanische Armee von Joachim Murat. Besetzung von Aquila und Teilnahme an der Entscheidungsschlacht am 16. Mai bei San Germano.

Risorgimento

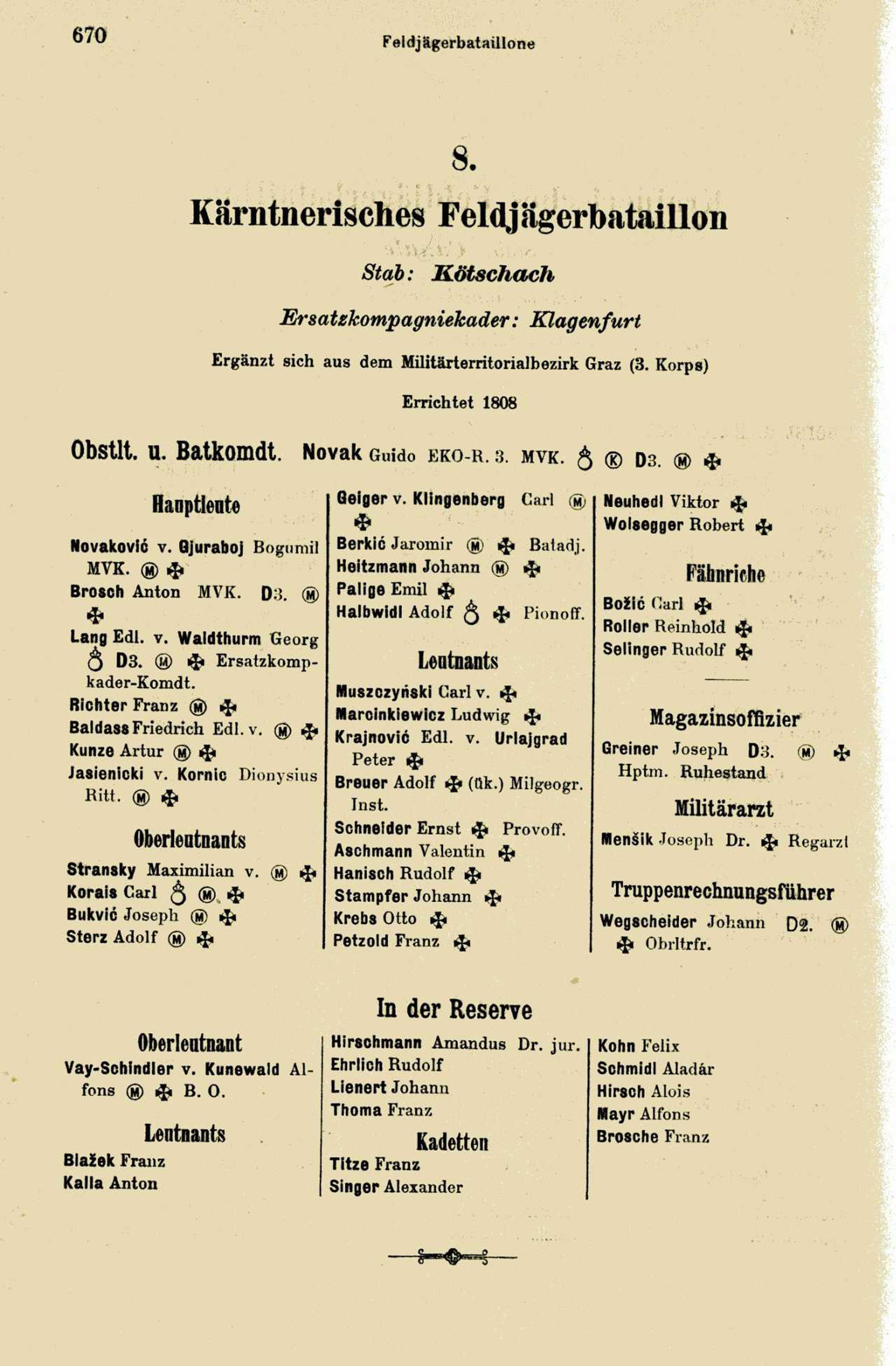
Offiziersrangliste von 1909

- 1821 war die Division im Piemont eingesetzt und kämpfte in einem Gefecht bei Novara. Sechs detachierte Züge unter Major Gatterburg waren an der Einnahme der Festung Alessandria beteiligt.

Revolution von 1848/49 im Kaisertum Österreich
- 1848: Beim Ausbruch der Revolution in Italien wurden die beiden in Este stationierten und dem Fahneneid treu gebliebenen Kompanien, von Feldmarschall Radetzky mit zwei deutschen Kompanien des Feldjägerbataillons 9 zum „Kombinierten 8. Feldjägerbataillon“ vereinigt. Das neuformierte Bataillon kämpfte unter Oberst Poschacher am 30. April im Gefecht bei Pastrengo und nahm 27. Mai am berühmten Flankenmarsch Radetzkys von Verona nach Mantua teil; Kämpfe in der Schlacht von Vicenza mit der Einnahme des Kastells Malarelli.

Nach den schweren Verlusten im Dezember 1848 wurde das Bataillon neu aufgestellt und im Mai 1849 zum Reservekorps kommandiert, das Feldzeugmeister Nugent gegen das revolutionäre Ungarn in Pettau aufstellen ließ. Vom 23. Juli bis 3. August erfolgte der Vormarsch über Csakathurn nach Fünfkirchen. Dort wurden die Truppen auf Dampfschiffe verladen und donauaufwärts nach Vác transportiert. Hier erfolgte die Einteilung zu den Belagerungstruppen vor der von den Ungarn besetzten Festung Komorn, bis diese am 3. Oktober 1849 kapitulierte.
Deutscher Krieg
- Dem 4. Korps der Nordarmee zugeteilt, kämpfte das Bataillon im Gefecht bei Schweinschädel und der Schlacht von Königgrätz. Bei dieser deckte es die Artilleriestellungen, wobei fast alle Offiziere (unter anderem der Bataillonskommandant Baron von Reitzenstein) und ein großer Teil der Mannschaft fielen. Bei einer Iststärke von 1100 Mann waren Verluste von 738 Mann zu beklagen.

- 1869 nahm das damals in Süddalmatien stationierte Bataillon an einer Militärexpedition in die Krivošije teil und war an Gefechten bei Santa Barbara, San Giorgio und Risano beteiligt.

Erster Weltkrieg
- Nach der Mobilmachung rückte das Bataillon am 10. August 1914 mit 38 Offizieren und 1220 Mannschaften an die russische Front ab.

- 26. August 1914 Gefecht bei Gologory
- 7. September 1914 Teilnahme an der Schlacht von Gródek
- 15. Oktober 1914 Schlacht bei Przemysl

- Danach Verlegung in die Waldkarpaten an den Duklapass. Am 12. Dezember 1914 Teilnahme  an der Schlacht in den Karpaten. Verfolgungskämpfe mit Angriffsrichtung auf Neu Sandez. Verfolgungskämpfe bis Blaszkowa. Ende Dezember Abwehrkämpfe bei Gorlice.

- 1915: Abordnung zur deutschen Südarmee. Kämpfe im Lomnicatal und an der Jawornikhöhe. Dann Verlegung an die bessarabische Grenze mit Kämpfen bei Dobronoutz. Im Juli Stellungs- und Abwehrkämpfe am Dnjestr bei Koscielniki. Abwehrkämpfe bei Sinkow.
- 23. Oktober 1915 Verlegung an die Isonzofront Einsatz in der Vierten Isonzoschlacht am Monte San Michele.

- 12. Dezember 1915: Verlegung an die Front nach Kärnten Stellungskämpfe am Kleinen Pal

- Am 26. Oktober 1917 Vormarsch im Rahmen der 12. Isonzoschlacht von der Plöckenfront über Stauli, Roner, Paluzza, Ravascletto, Ovaro in das Canzianotal. Schwere Kämpfe mit den zurückweichenden italienischen Truppen. In der Nacht vom 7. auf 8. November 1917 zunächst Besetzung des Col Rementerra und von dort aus Angriffe durch das Piavetal stromabwärts nach Longarone und Belluno / Feltre. Am 19. Dezember erfolgte noch ein Angriff auf den Nordhang des Monte Grappa.

- Vom 20. Jänner bis 11. Februar 1918 Abwehrkämpfe auf dem Monte Pertica. Seit dem Beginn der 12. Isonzoschlacht hatte das Bataillon von 1100 Mann durch Ausfälle 900 Mann verloren.

Am 5. November 1918 wurde das Bataillon auf dem Rückmarsch von den nachstoßenden italienischen Truppen bei Madonna di Campiglio gefangen genommen.

## Verbandszugehörigkeit 1914
- III. Korps – 6. Infanterie-Truppendivision – 12. Infanteriebrigade

## Ethnische Zusammensetzung

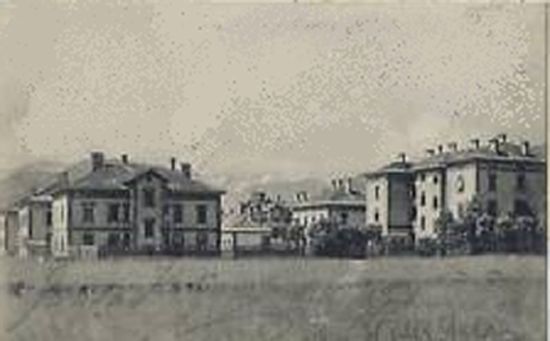
Kaserne des Bataillons in Villach

- 78 % Deutsche – 22 % Sonstige

## Garnison
- 1900–1904 Tarvis
- 1904–1909 Kötschach
- 1909–1914 Villach (Ergänzungsbezirk: Klagenfurt)

## Kommandanten
- 1903–1910: Major (Obstlt.) Guido Novak
- 1911: Major Bogumil Novakovic von Gjuraboj
- 1912–1915: Oberstleutnant Julius Lustig-Prean von Preansfeld
- 12. Dezember 1915: Major Wünsch

## Motto und Marsch des Bataillons
Das Motto lautete: „Tapfer und treu“
Der Marsch des Bataillons war der Marsch „Achter-Jäger voran“ von Hans Handl (1887–1973).

## Ehrungen
In Klagenfurt erinnern der Achterjägerpark sowie ein dortiger Gedenkstein an das Bataillon.

## Quelle
- Univ.-Prof. Dr. Jakob Baxa „Geschichte des k. u. k. Feldjägerbataillons Nr. 8 1808 –1918“
- Mitteilungsheft des Stabsbataillon 7 des Österreichischen Bundesheeres